# یواس‌اس کیمارا (ای‌آرال-۳۳)
یواس‌اس کیمارا (ای‌آرال-۳۳) (به انگلیسی: USS Chimaera (ARL-33)) یک کشتی بود که طول آن ۳۲۸ فوت (۱۰۰ متر) بود. این کشتی در سال ۱۹۴۵ ساخته شد.